# Careto
Careto (с исп. маска, соответственно также известен как The Mask) — компьютерный вирус (троян) испанского происхождения, созданный для атак на энергетические, нефтегазовые и другие различные известные компании и государственные учреждения, а также последующей кражи личной информации. Способен заражать системы Windows, Mac OS и, возможно, Linux и iOS: на Linux были обнаружены только модификации трояна, заражение iOS произошло всего 1 раз в Аргентине. Получил своё название после обнаружения соответствующего слова в его коде. Был активен с, как минимум, 2007 года до 2014 года. Вирусом были атакованы более тысячи целей, которые были расположены в 31 стране.

## Схема работы вируса
Careto распространялся через электронную почту, рассылая фишинговые письма с вредоносными веб-сайтами. На этом сайте расположено несколько эксплойтов, сделанных для заражения пользователя. После заражения пользователя он перенаправляется на безопасный веб-сайт, обычно это фильм на YouTube или новостной портал.
После заражения вирусом он крадёт личную информацию: ключи SSH, документы и др. Он также загружает дополнительные вредоносные модули, выполняющие различные функции. На момент появления вируса большинство антивирусов не были способны его обнаружить, а потому его удаление было крайне трудным.

## Список стран с атакованными вирусом целями[3]
- Алжир
- Аргентина
- Бельгия
- Боливия
- Бразилия
- Великобритания
- Венесуэла
- Гватемала
- Германия
- Гибралтар (заморская территория Великобритании)
- Египет
- Ирак
- Иран
- Испания
- Китай
- Колумбия
- Коста-Рика
- Куба
- Ливия
- Малайзия
- Марокко
- Мексика
- Норвегия
- Пакистан
- Польша
- США
- Тунис
- Турция
- Франция
- Швейцария
- Южноафриканская республика